# Unique II
Unique II – austriacka grupa tworząca muzykę eurodance. Popularna stała się za sprawą utworu "Break My Stride" z 1996 roku, który zajął pierwsze miejsce w Austrii oraz Nowej Zelandii i drugie w Australii.

## Historia
Unique II została założona przez Ervina Geppnera i Wernera Freistattera we wczesnych latach dziewięćdziesiątych. Po wydaniu albumu "Internity" zespół opuścił B. Nice oraz Jade Davies. W 2000 roku do grupy dołączyli angielski raper, model i tancerz Christian Troy oraz Sheila Fernandez, pochodząca z Filipin. Zespół wydał dotychczas cztery albumy.

## Single
- 1992 "Iko Iko"
- 1993 "Loveline"
- 1993 "Changes"
- 1995 "Free"
- 1996 "Break My Stride"
- 1996 "Do What You Please"
- 1996 "For Tonight"
- 1997 "Dance All Night"
- 1997 "I Still Go On"
- 1998 "Around Me"
- 2000 "Forever" (feat. Sheila Fernandez)
- 2000 "The Way I Need to Go" (feat. Sheila Fernandez)
- 2001 "Take Me Higher" (feat. Sheila Fernandez)
- 2001 "Colours" (feat. Sheila Fernandez)
- 2001 "To be as 1" (feat. Sheila Fernandez and Christian Troy)
- 2002 "The Return of Loveline"
- 2002 "Break My Stride" (Remix)

## Albumy
- 1993 Internity
- 1996 Level II
- 2000 Forever – The Album
- 2002 Best of Unique II – The Golden Experience